# Gillian Alexy
Gillian Alexy es una actriz australiana, conocida principalmente por haber interpretado a Tayler Geddes en la serie australiana Mcleod's Daughters.  

## Biografía
En el 2000 Gillian se graduó del John Curtin College of the Arts, después de tomar algunos cursos en danza y teatro; para tener otros tipos de formaciones viajó por todo el mundo y estudió en The Actors College en Londres, Le Centre des Arts Vivants y  The Peter Goss Dance Studio en París y obtuvo un plazo de seis meses para especializarse en teatro en la Universidad de Colorado en Boulder, en los EE. UU. 
Gillian disfruta tocando la guitarra y está capacitada en el tap, jazz, ballet y baile contemporáneo. Habla con fluidez francés, y es buena imitando los acentos americano y australiano.

## Carrera
De 1999 a 2005 Alexy ha trabajado en varios montajes escénicos, entre los que figuran Popcorn, Resident Alien, Ghost Train y Chatroom. También ha trabajado en musicales como Return to the Forbidden Planet y Mice.
En 1996 actuó en Bush Control donde interpretó a Elosie. Su primer papel importante lo obtuvo en 1998 en la serie The Gift donde interpretó a Sharon en 26 episodios.
En el 2004 también interpretó durante 26 episodios a Katherine Raddic en la serie Parallax. En el 2007 actuó en la película West junto a Khan Chittenden. En el 2008 actuó como personaje invitado en las series The Strip junto a su compañero de Mcleod's Daughters Aaron Jeffrey y en Packed to the Rafters.
Desde el 2006 se unió a la exitosa serie australiana Mcleod's Daughters donde interpretó a la apasionada y rebelde Tayler Geddes, hasta el final de la temporada en el 2009.
En el 2011 apareció como invitada en series norteamericanas como Law & Order: Special Victims Unit donde interpretó a la bailarina Danielle "Dani" Hynes, Blue Bloods donde dio vida a Ellen Sloan y en Unforgettable donde interpretó a Laura.
En el 2012 apareció en un episodio de la serie Nurse Jackie donde interpretó a una paciente a la que le iban a hacer un trasplante de cadera, ese mismo año apareció como invitada en varios episodios de la serie Damages, donde interpretó a Gitta Novak.
En el 2013 apareció como invitada en un episodio de la serie Castle donde interpretó a Candice Mayfield, y ese mismo año apareció en la serie The Americans como Celia Girard. Ese mismo año se anunció que Gillian se había unido al elenco del spin-off de la serie NCIS: Los Ángeles, NCIS: Red donde interpretará a la agente especial Claire.
En el 2015 se unió al elenco recurrente de la serie NCIS: New Orleans donde da vida a Savannah Kelly, la terapeuta de Cade, el hermano del agente especial Christopher LaSalle (Lucas Black). Ese mismo año se anunció que se uniría al elenco de Outsiders, donde interpretará a G’Winn Farrell.

## Filmografía

### Series de televisión
| Año              | Título                            | Personaje                    | Notas                       |
| ---------------- | --------------------------------- | ---------------------------- | --------------------------- |
| 2015 - presente  | Outsiders                         | G’Winn Farrell               | -                           |
| 2015 - presente  | NCIS: New Orleans                 | Savannah Kelly               | 2 episodios                 |
| 2015             | Aquarius                          | Martha Kendall               | episodio "Sick City"        |
| 2013, 2014, 2015 | The Americans                     | Celia Girard                 | 4 episodios                 |
| 2014             | Royal Pains                       | Charlotte                    | 6 episodios                 |
| 2014             | The Crazy Ones                    | Megan                        | episodio "The Lighthouse"   |
| 2013             | NCIS: Los Angeles                 | Agente Especial Claire Keats | 2 episodios                 |
| 2013             | Castle                            | Candice Mayfield             | episodio "Death Gone Crazy" |
| 2012             | Damages                           | Gitta Novak                  | 10 episodios                |
| 2012             | Nurse Jackie                      | Paciente                     | episodio "Chaud & Froid"    |
| 2011             | Unforgettable                     | Laura                        | episodio "Lost Things"      |
| 2011             | Blue Bloods                       | Ellen Sloan                  | episodio "Innocence"        |
| 2011             | Law & Order: Special Victims Unit | Danielle "Dani" Hynes        | episodio "Double Strands"   |
| 2006 - 2009      | Mcleod's Daughters                | Tayler Geddes                | 55 episodios                |
| 2008             | Packed to the Rafters             | Lauren Valco                 | episodio "Taking the Lead"  |
| 2008             | The Strip                         | Cherry Cunningham            | episodio #1.6               |
| 2005 - 2006      | All Saints                        | Nicole Higgins               | 2 episodios                 |
| 2002 - 2004      | Parallax                          | Katherine Raddic             | 26 episodios                |
| 1998             | Fast Tracks                       | Alana Burroughs              | tv serie                    |
| 1998             | The Gift                          | Sharon                       | 26 episodios                |
| 1996             | Bush Patrol                       | Eloise                       | tv serie                    |

### Películas
| Año  | Título                        | Personaje            | Notas                                                        |
| ---- | ----------------------------- | -------------------- | ------------------------------------------------------------ |
| 2015 | Anchors                       | Christine            | junto a Devin Kelley, Will Estes y Tom Pelphrey              |
| 2014 | Monkfish                      | -                    | junto a Tom Lipinski, Chloë Tuttle, Eric Reis y Collin Smith |
| 2012 | Awkward Moments with Catwoman | Mujer en el Paradero | corto - junto a Robyn Clark, Patrick Cohen y Elisabeth Hower |
| 2008 | Cane Cutter                   | Pearl                | junto a Dustin Clare, Peter Hardy y Clarke Richards          |
| 2008 | Mockingbird                   | Emily                | junto a Laurence Breuls y Jay Ryan                           |
| 2007 | West                          | Cheryl               | junto a Khan Chittenden, Nathan Phillips y Anthony Hayes     |
| 2005 | The Umbrella Condition        | Holly                | -                                                            |

### Teatro
| Año  | Obra                                     | Personaje | Director (a)   | Teatro                | Notas                                               |
| ---- | ---------------------------------------- | --------- | -------------- | --------------------- | --------------------------------------------------- |
| 2005 | Codes of Practice                        | -         | -              | -                     | -                                                   |
| 2004 | The Chatroom                             | -         | Jenny Davis    | Perth Theatre         | -                                                   |
| 2004 | Bed                                      | -         | Matthew Lutton | -                     | junto a Leon Bryant, Andrew Hale y Francesca Waters |
| 2003 | Ghost Train                              | -         | -              | Barking Gecko Theatre | -                                                   |
| 2003 | Six Characters looking for an Author     | -         | -              | Be Active Theatre     | -                                                   |
| 2002 | Resident Allien                          | -         | -              | CU Boulder Theatre    | -                                                   |
| 2001 | Mice (musical)                           | -         | -              | Barking Gecko Theatre | -                                                   |
| 2000 | Return To The Forbidden Planet (musical) | -         | -              | -                     | -                                                   |
| 1999 | Popcorn                                  | -         | -              | Black Swan Theatre    | obra - junto a Craig Burton y Daina Reid            |